# Бублик Борис Андрійович
Борис Андрійович Бублик (15 червня 1932 — 10 березня 2018) — український землероб, автор численних науково-популярних праць у галузі пермакультури та сталого землеробства, за фахом математик. Після виходу на пенсію здобув широку популярність як дослідник і практик екологічно безпечного городництва.

## Біографія
Народився 15 червня 1932 року. Професійну діяльність розпочав як математик. З виходом на пенсію Бублик зосередився на вивченні пермакультури та методів органічного землеробства.
Борис Бублик — автор понад десяти книг, присвячених нетрадиційному землеробству, серед яких:
- На городі довіряємо природі / Б. А. Бублик ; [пер. з рос. Ж. Куяви]. — Харків: Книжковий Клуб «Клуб Сімейного Дозвілля», 2015. — 318, с. — ISBN 978-966-14-9139-6
- Город без клопоту / Б. А. Бублик ; пер. з рос. Л. Хворост. — Х. : Книжковий Клуб «Клуб Сімейного Дозвілля», 2009. — 320 с. — ISBN 978-966-14-0289-7.
- Ваш город: незвичний підхід до звичайних речей / Б. А. Бублик, Т. Ф. Бублик ; пер. А. Тимченко. — Харків: Книжковий Клуб «Клуб Сімейного Дозвілля», 2008. — 240 с. — ISBN 978-966-343-926-6.
- Энциклопедия разумного огородника / Б. А. Бублик. — Харьков ; Белгород: Книжный Клуб «Клуб Семейного Досуга», 2016. — 319 с. — ISBN 978-617-12-1024-0.
- Огород по-новому. Революционный метод «ничего-не-делания» / Б. А. Бублик. — 2-е изд., стер. — Харьков ; Белгород: Книжный Клуб «Клуб Семейного Досуга», 2014. — 314 с. — ISBN 978-966-14-5230-4.
- Сидерация — всему голова / Борис Андреевич Бублик, Виталий Трофимович Гридчин ; Клуб орган. земледелия. — К. : К Земле с любовью, 2012. — 93 с. — ISBN 978-966-2635-00-3.
- Жара и урожай / Б. А. Бублик. — Д. : Акцент, 2011. — 66 с. — ISBN 978-966-2607-06-2.
- Огород без хлопот: полезные советы для начинающих и не только / Б. А. Бублик. — Х. ; Белгород: Книжный Клуб «Клуб Семейного Досуга», 2009. — 320 с. — ISBN 978-966-14-0288-0.
- Меланжевый огород / Б. А. Бублик. — К. : К Земле с любовью, 2009. — 100 с. — ISBN 978-966-97053-4-1.
- Ваш огород: непривычный подход к привычным вещам / Б. А. Бублик, Т. Ф. Бублик. — Харьков: Книжный Клуб «Клуб Семейного Досуга», 2007. — 237 с. — ISBN 978-966-343-243-4.
- Дружелюбный огород / Б. А. Бублик. — Х. : Книжный Клуб «Клуб Семейного Досуга», 2004. — 336 с. — ISBN 966-8511-43-3;

Бублик також відомий численними відеолекціями, у яких висвітлював питання сидерації, меланжевого городництва та практик пермакультури.